# Aristoxen (metge)
Aristoxen (en grec antic Ἀριστόξενος) va ser un metge grec, citat per Celi Aurelià, que era deixeble d'Alexandre Filaletes i, per tant, hauria viscut al segle i.
Va ser seguidor d'Heròfil de Calcedònia i va estudiar a la seva escola de medicina de Frígia. Va escriure una obra, Περὶ τῆς Ἡροφίλου Αἱρέσεως (De Herophili secta), de la que Galè menciona el llibre tretzè. L'obra s'ha perdut.